# جون باتريك (كاتب)
جون باتريك (بالإنجليزية: John Patrick)‏ (و. 1905 – 1995 م) هو كاتب سيناريو، وكاتب مسرحي، من الولايات المتحدة الأمريكية، ولد في لويفيل، كنتاكي، توفي في دلراي بيتش، فلوريدا، عن عمر يناهز 90 عاماً.

## جوائز وترشيحات
حصل على جوائز منها:
- جائزة بوليتزر عن فئة الدراما.

ترشح لـ:
- جائزة الأوسكار لأفضل قصة  [لغات أخرى]‏، عن عمل: The Strange Love of Martha Ivers [الإنجليزية]‏.

## وصلات خارجية
- جون باتريك على موقع IMDb (الإنجليزية)
- جون باتريك على موقع أول موفي (الإنجليزية)
- جون باتريك على موقع قاعدة بيانات برودواي على الإنترنت (الإنجليزية)
- جون باتريك على موقع قاعدة بيانات الفيلم (الإنجليزية)
- جون باتريك على موقع كينوبويسك (الروسية)